# 中国微生物学会
中国微生物学会（CSM）隶属于中国科学技术协会，是由中国微生物学科技工作者和单位组成的学术组织。

## 概况
中国微生物学会成立于1952年12月18日，挂靠单位为中国科学院微生物研究所，是中国科学技术协会的团体会员。现有会员近1.6万人，设有21个专业委员会和5个工作委员会。

## 历届理事长
- 第一届：汤飞凡
- 第二届：汤飞凡
- 第三届：余贺
- 第四届：朱既明
- 第五届：焦瑞身
- 第六届：李季伦
- 第七届：闻玉梅
- 第八届：杨胜利
- 第九届：赵国屏
- 第十届：邓子新
- 第十一届：邓子新

## 出版刊物
- 《微生物学报》
- 《生物工程学报》
- 《病毒学报》
- 《中国人兽共患病学报》
- 《中国病毒学(英文版)》
- 《微生物学通报》
- 《微生物学杂志》